# Nipponomyia trispinosa
Nipponomyia trispinosa är en tvåvingeart som först beskrevs av Alexander 1920.  Nipponomyia trispinosa ingår i släktet Nipponomyia och familjen hårögonharkrankar. Inga underarter finns listade i Catalogue of Life.